# 1925 a tudományban
Az 1925. év a tudományban és a technikában.

## Díjak
- Nobel-díjak
  - Fizikai Nobel-díj: James Franck, Gustav Ludwig Hertz
  - Fiziológiai és orvostudományi Nobel-díj: (nem adták ki)
  - Kémiai Nobel-díj: Zsigmondy Richárd

## Születések
- január 7. – Gerald Durrell brit zoológus, író († 1995)
- január 30. – Douglas Engelbart amerikai mérnök és feltaláló, informatikai és internetes szakember († 2013)
- február 21. – Tom Gehrels holland-amerikai csillagász († 2011)
- február 28. – Louis Nirenberg kanadai születésű matematikus († 2020)
- március 1. – Solomon Marcus román matematikus († 2016)
- március 12. – Leo Esaki megosztott Nobel-díjas japán fizikus
- március 13. – Gabriel Andrew Dirac magyar származású matematikus († 1984)
- május 1. – Scott Carpenter amerikai űrhajós († 2013)
- május 23. – Joshua Lederberg megosztott Nobel-díjas amerikai molekuláris genetikus († 2008)
- június 23. – Oliver Smithies angliai születésű megosztott Nobel-díjas amerikai genetikus és biokémikus († 2017)
- június 28. – Baruch Samuel Blumberg megosztott Nobel-díjas amerikai orvos, biokémikus († 2011)
- november 24. – Simon van der Meer megosztott Nobel-díjas holland gyorsítófizikus († 2011)
- december  1. – Martin Rodbell megosztott Nobel-díjas amerikai biokémikus, molekuláris biológus († 1998)
- december  11. – Paul Greengard megosztott Nobel-díjas amerikai neurobiológus, biokémikus  († 2019)

## Halálozások
- február 3. – Oliver Heaviside autodidakta angol villamosmérnök, matematikus, fizikus (* 1850)
- február 22. – Thomas Clifford Allbutt angol orvos, az orvosi hőmérő feltalálója (* 1836)
- február 23. – Joel Hastings Metcalf amerikai csillagász (* 1866)
- március 5. – Johan Jensen dán matematikus, a róla elnevezett Jensen-egyenlőtlenség és a Jensen-formula megalkotója (* 1859)
- március 27. – Carl Gottfried Neumann német matematikus (* 1832)
- május 2. – Johann Palisa osztrák csillagász, nevéhez százhuszonkét kisbolygó felfedezése fűződik (* 1848)
- június 3. – Camille Flammarion francia csillagász, tudománynépszerűsítő (* 1842)
- június 22. – Felix Christian Klein német matematikus (* 1849)
- július 26. – Gottlob Frege német matematikus, logikatudós, filozófus, a modern matematikai logika és analitikus filozófia megalapítója (* 1848)